# Тренчова къща
Къщата на Тренчови (на македонска литературна норма: Куќа на Тренчови) е възрожденска къща в град Велес, Република Македония. Сградата е обявена за значимо културно наследство на Република Македония в 1964 година.

## История
Къщата е разположена в Пърцорек, на улица „Йован Наумов Алабакот“ № 5. Изградена е около 1868 година в местността Варналиите заедно със съседните Паунова (№ 12), Чокалова (№ 7) и Пърнарова къща (№ 3), с които формира впечатляващ комплекс. В къщата са снимани сцени от няколко филма, между които и „Мис Стоун“ от 1958 година.

## Архитектура
Поради спецификите на терена, къщата има тясна фасада към улицата. Състои се от приземие и два етажа. Приземието и първият етаж са каменни и по-ниски, а вторият етаж е с паянтова конструкция и е еркерно издаден. На него има доминантни прозорци, обшивен венец и други украси.